# Żerdź (stacja kolejowa)
Żerdź (biał. Жэрдзь, ros. Жердь) – stacja kolejowa w miejscowości Żardzianski, w rejonie swietłahorskim, w obwodzie homelskim, na Białorusi. Położona jest na linii Żłobin - Mozyrz - Korosteń.
Nazwa pochodzi od pobliskiej wsi Żerdź.